# 姆潘德
姆潘德·辛赞格科纳（1798年—1872年）是祖鲁王国的一位国王，1840年至1872年在位。
他是祖鲁族首领辛赞格科纳的儿子，母亲是其第九位妻子松吉亚·恩戈查·赫拉比萨。丁冈在1828年篡夺王位之后，几乎所有王室成员都遭杀害，姆潘德因为被认为性格懦弱、没有威胁而幸免于难。他对权力表现得不感兴趣。
1838年，丁冈在血河之战中被波耳人大败，祖鲁局势动荡不稳。丁冈便准备杀害有可能继承王位的姆潘德。姆潘德害怕，率领众多支持他的祖鲁人投奔波耳人的那塔利亚共和国。安德列斯·比勒陀利乌斯决定支持他夺取王位。1840年1月，姆潘德麾下的将领农加拉扎（Nongalaza KaNondela）击败了丁冈，随后登基成为国王。不久以后，丁冈在丛林里被谋杀，姆潘德没有了竞争对手。
1843年，姆潘德的弟弟格库库（Gqugqu）试图篡位，被姆潘德处死，其妻与子也都杀害。许多人受到牵连而被屠杀，大量害怕受牵连的祖鲁人逃亡到英国管治的夸祖鲁-纳托尔省。斯威士人的领袖姆斯瓦蒂二世（Mswati II）不再承认祖鲁王国的宗主权，姆潘德于1852年率军入侵斯威士兰。在这次军事入侵中，姆潘德的长子塞奇瓦约表现出色。后来由于英国势力的介入，才迫使祖鲁军队撤离。
姆潘德的两个儿子塞奇瓦约和姆布亚齐因为继承权问题引发了冲突。姆布亚齐是姆潘德的次子，也是其最宠爱的儿子。塞奇瓦约是长子且有威望，但并非合法继承人。姆潘德把图盖拉河一带给了姆布亚齐，让他率领部众居住在那里，让英国移民约翰·邓恩协助他耕作。但塞奇瓦约希望得到整个祖鲁王国的权力。在大酋长们的支持下，塞奇瓦约于1856年入侵了姆布亚齐的领地并杀死了姆布亚齐等兄弟。邓恩逃跑，后来成为塞奇瓦约的顾问。
此后，塞奇瓦约成为祖鲁实际的统治者，姆潘德仅仅主持一些庆典活动而已。塞奇瓦约基本继承了父亲对待英国人的政策，并且警惕父亲的其他妻、子的威胁，几乎将他们杀害殆尽。
晚年的姆潘德极度肥胖，几乎不能行走。他死于1872年左右。
| 前任： 兄：丁冈 | 祖鲁國王 1840年-1872年 | 繼任： 子：塞奇瓦约 |